# Pastviny (Moldava)

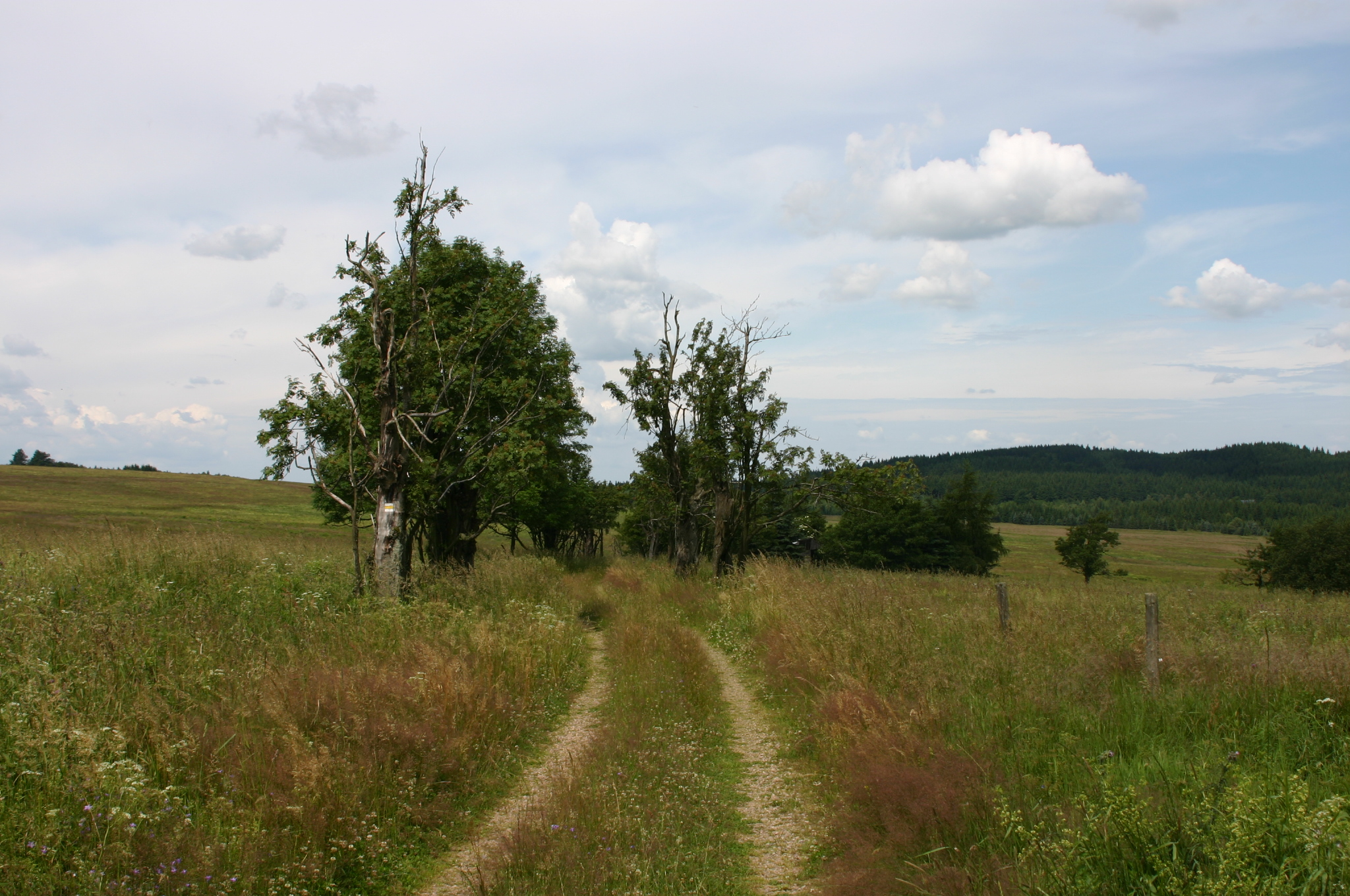
Vogelbeerbaumallee durch Pastviny

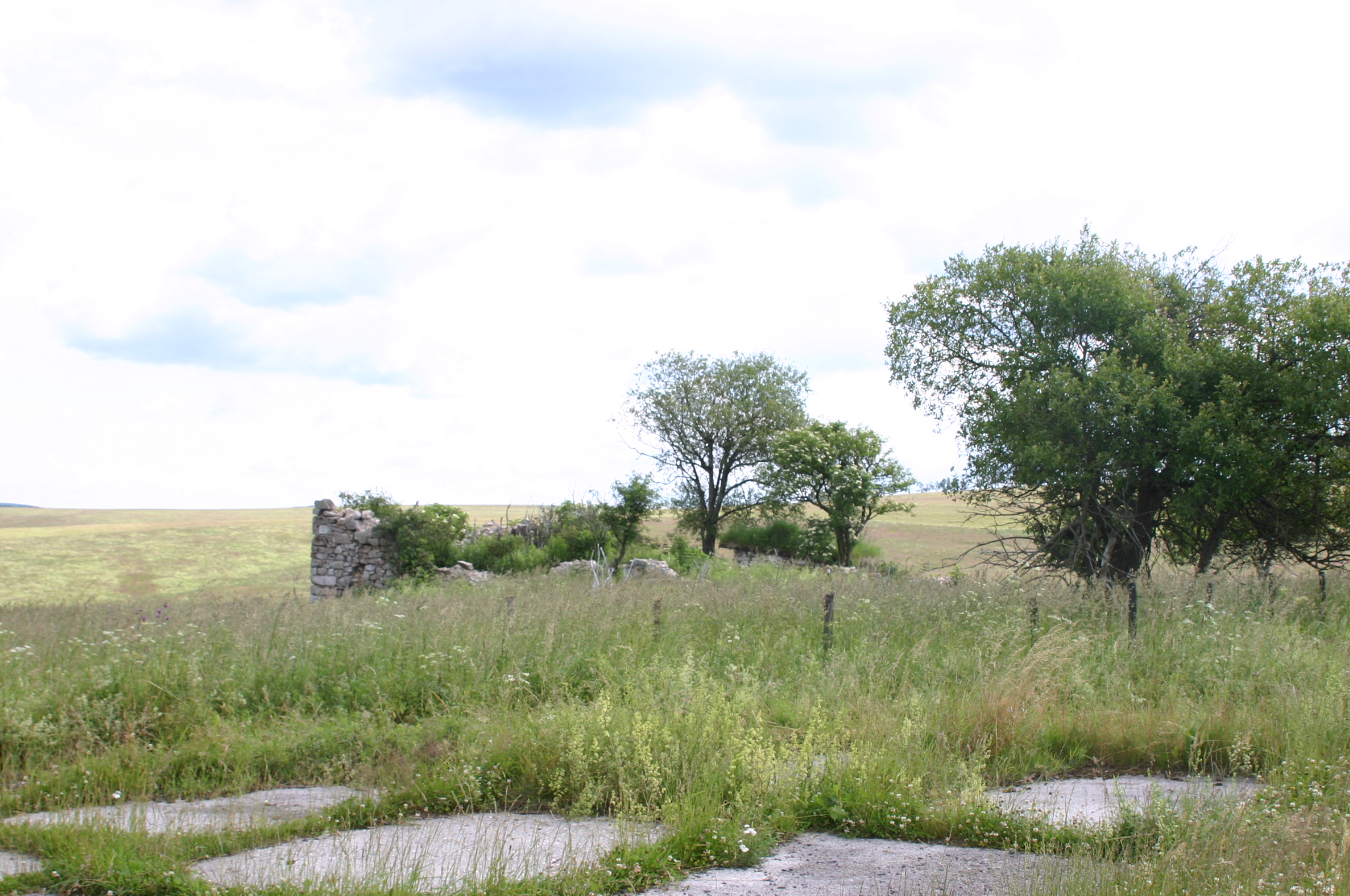
Mauerreste des Gehöftes am Abzweig nach Moldava

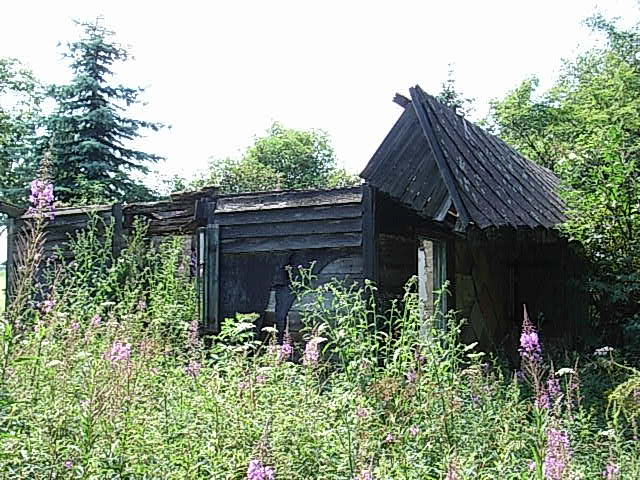
Ruine einer Chaluppe am Weg zum Žebrácký roh

Pastviny, bis 1949 Grünvald (deutsch Grünwald) ist eine Wüstung auf dem Kamm des Osterzgebirges im Okres Teplice, Tschechien. Sie liegt zwei Kilometer südwestlich von Moldava. Das Kataster Pastviny u Moldavy mit einer Fläche von 375,9736 ha gehört zur Gemeinde Moldava.

## Geographie
Die Streusiedlung lag in 775 m n.m. auf einer Lehne über dem Quellgründen des Jelení potok (Hirschbach). Nördlich erheben sich der Hirschhübel (750 m) und der U Hranice (785 m), im Nordosten der Bojiště (Kampfberg, 821 m), östlich der Nad Křížkem (Steinhübel, 857 m) und der Oldřišský vrch (Walterberg, 878 m), im Südwesten die Kamenná (Steinberg, 838 m) und die Puklá skála (Sprengberg, 840 m), westlich der Jilmový vrch (Ilmberg, 826 m) sowie im Nordwesten die Steinkuppe (806 m). Im Norden entspringt der Hirschbach und westlich der Bystrý potok (Rauschenbach).
Nachbarorte waren Teichhaus im Norden, Moldava im Nordosten, Oldříš im Osten, Mackov im Süden, Fláje im Südwesten, Žebrácký roh, Český Jiřetín und Horní Ves im Westen sowie Torfhaus und Holzhau im Nordwesten.
Östlich von Pastviny liegt das Naturreservat Grünwaldské vřesoviště (Grünwalder Heide).

## Geschichte
Es wird angenommen, dass Grünwald in der ersten Hälfte des 13. Jahrhunderts im Zuge der Kolonisation des Erzgebirges unter den böhmischen Königen Ottokar I. Přemysl und Wenzel I. von fränkischen Siedlern angelegt worden ist. Im Jahre 1341 bewilligte König Johann von Luxemburg dem Borso von Riesenburg die Anlegung eines neuen Handelsweges zwischen Böhmen und der Markgrafschaft Meißen, dessen Verlauf von Osegg über Riesenberg, Langewiese, Strassburg, Ullersdorf, Grünwald und das Betteleck nach Rechenberg und Frauenstein führte.
Die erste urkundliche Erwähnung des zur Herrschaft Riesenburg gehörigen Dorfes Grinwalt erfolgte 1408 im Duxer Stadtbuch. Der Handelsweg über das Betteleck nach der Markgrafschaft Meißen verlor am Übergang vom 15. zum 16. Jahrhundert seine Bedeutung. Bis ins 16. Jahrhundert gehörte das Dorf zu den Besitzungen der Herren von Riesenburg. In der Mitte des 16. Jahrhunderts begann die Abholzung der Wälder auf dem Erzgebirgskamm für den Bedarf der Gruben und Hütten bei Freiberg. Das geschlagene Holz wurde über die Freiberger Mulde nach Sachsen geflößt. Im Jahre 1560 erwarben die Herren von Lobkowicz das Dorf und schlugen es ihrer Herrschaft Libčeves zu. Die erste Nachricht über eine Mühle am Hirschbach bei Grünwald stammt aus dem Jahre 1594. In den Jahren 1624 bis 1629 entstand westlich von Grünwald die Neugrabenflöße, über die das im oberen Flöhatal geschlagene Holz nach Freiberg transportiert wurde. Dies führte schließlich zur gänzlichen Entwaldung des Gebirgskammes um Grünwald. In der berní rula von 1654 sind für Grünwald 20 Bauernwirtschaften und vier Chalupner ausgewiesen. Die Landwirtschaft beschränkte sich wegen der Höhenlage vornehmlich auf die Weidewirtschaft. Ein Teil der Bewohner des Dorfes war bei der Holzfällerei und Flößerei beschäftigt. Außerdem wurde in der Grünwalder Heide am Fuße des Walterberges Torf gestochen, das vorrangig als Einstreu sowie zur Verpackung von Glaswaren diente, aber auch an Kurbäder geliefert wurde. Im Theresianischen Kataster sind 18 Landwirte, ein Metzger, ein Schuster und ein Schmied aufgeführt.
Im Jahre 1831 bestand Grünwald aus 82 Häusern mit 461 deutschsprachigen Einwohnern. Abseits lag das k.k. Grenzzollamt am Betteleck. Haupterwerbsquelle bildeten die Weide- und Feldwirtschaft, die sich jedoch wegen der Höhenlage hauptsächlich auf den Anbau von Hafer und Flachs beschränkte. Pfarrort war Moldau. Bis zur Mitte des 19. Jahrhunderts blieb Grünwald der Allodialherrschaft Liebshausen untertänig.
Nach der Aufhebung der Patrimonialherrschaften bildete Grünwald ab 1850 einen Ortsteil der Gemeinde Moldau im Leitmeritzer Kreis und Gerichtsbezirk Teplitz. Ab 1868 gehörte Grünwald zum Bezirk Teplitz. Die Einwohnerzahl war seit der Mitte des 19. Jahrhunderts rückläufig. 1869 bestand das Dorf aus 78 Häusern, in denen 401 Personen lebten. 1872 hatte das aus 72 Häusern bestehende Dorf 400 Einwohner. Im Jahre 1873 löste sich Grünwald von Moldau los und bildete eine eigene Gemeinde. 1885 bestand das Dorf aus 70 Häusern und hatte 392 Einwohner. Zu dieser Zeit wurde in Grünwald eine Schule eingerichtet. Zu Beginn des 20. Jahrhunderts gab es in dem Dorf zwei Mahlmühlen, eine Brettmühle und eine Strumpfwirkerei. Mit dem Kammweg bzw. Raiweg wurde Grünwald in dieser Zeit touristisch erschlossen. Beim Zensus von 1921 wurden in Grünwald 58 Häuser und 336 Einwohner, darunter einzigmalig bis 1945 ein Tscheche, gezählt. Im Jahre 1928 lebten in den 58 Häusern von Grünwald 320 Deutschböhmen. Am 4. Juli 1929 vernichtete ein Hagelunwetter die gesamte Ernte in Grünwald, Ullersdorf und Moldau. In Folge des Münchner Abkommens wurde Grünwald 1938 dem Deutschen Reich zugeschlagen und gehörte bis 1945 zum Landkreis Teplitz-Schönau. Beim Zensus vom 17. Mai 1939 hatte Grünwald nur noch 267 Einwohner. In Grünwald stand eine Kapelle. Nach dem Ende des Zweiten Weltkrieges kam Grünvald zur Tschechoslowakei zurück und die deutschböhmische Bevölkerung wurde vertrieben. 1949 erhielt das Dorf den tschechischen Namen Pastviny. Eine Wiederbesiedlung gelang nur in geringen Umfang, 1948 wurde Pastviny nach Moldava eingemeindet. Zu dieser Zeit lebten in den 64 Häusern von Pastviny nur noch 17 Personen. In den 1950er Jahren wurde der großteils aus Slowaken bestehenden Einwohnerschaft die Abtragung leerstehender Häuser und deren Abtransport über die Eisenbahn von Moldava nach der Slowakei gestattet. Das Dorf wurde zu Beginn der 1960er Jahre aufgelöst und devastiert.
An der Stelle von Pastviny befindet sich heute Weideland. Erhalten sind die Ruinen zweier Häuser sowie die aus alten, größtenteils abgestorbenen Bäumen bestehende Vogelbeerbaumallee entlang der früher das gesamte Dorf durchziehenden Straße von Oldříš zum Žebrácký roh. Im Grund am Weg nach Moldava liegen die beiden Mühlteiche mit den überwachsenen Schutthaufen zweier Mühlen.

## Entwicklung der Einwohnerzahl
| Jahr | Einwohnerzahl |
| ---- | ------------- |
| 1869 | 401           |
| 1880 | 392           |
| 1890 | 347           |
| 1900 | 324           |

| Jahr | Einwohnerzahl |
| ---- | ------------- |
| 1910 | 339           |
| 1921 | 336           |
| 1930 | 296           |
| 1950 | 15            |

## Söhne und Töchter des Ortes
- Johann Joseph Beer (1744–1812), böhmischer Klarinettist